# Marčani
Marčani est un village situé dans le comitat de Bjelovar-Bilogora en Croatie. 